# Closterus wittmeri
Closterus wittmeri là một loài bọ cánh cứng trong họ Cerambycidae.